# Konstantin Vojnović
Konstantin Vojnović (Castelnuovo di Cattaro, 2 marzo 1832 – Ragusa di Dalmazia, 20 maggio 1903) è stato un politico serbo.
Sostenitore di un'unione dalmato-croata, a favore della quale scrisse nel 1861 Un voto per l'unione, fu deputato alla dieta della Dalmazia dal 1863 al 1875 e alla dieta croata dal 1878 al 1884.